# 154660 Kavelaars
154660 Kavelaars è un asteroide areosecante. Scoperto nel 2004, presenta un'orbita caratterizzata da un semiasse maggiore pari a 1,9207123 UA e da un'eccentricità di 0,1103133, inclinata di 22,51297° rispetto all'eclittica.
Dal 1º giugno al 30 luglio 2007, quando 159351 Leonpascal ricevette la denominazione ufficiale, è stato l'asteroide denominato con il più alto numero ordinale. Prima della sua denominazione, il primato era di 145562 Zurbriggen.
L'asteroide è dedicato all'astronomo canadese John Kavelaars.